# Камза (футбольний клуб)
СК «Камза» (алб. Klubi Sportiv Kamza) — албанський футбольний клуб з однойменного міста, заснований у 1936 році. Виступає в Суперлізі. Домашні матчі приймає на однойменному стадіоні , потужністю 5 500 глядачів.